# Randy Castillo
Randy Castillo (* 18. Dezember 1950 in Albuquerque, New Mexico; † 26. März 2002; vollständiger Name Randolpho Francisco Castillo) war ein US-amerikanischer Schlagzeuger.

## Karriere
Zuerst lernte Randy Trompete und spielte in der Band seines Vaters, die Los Aguilas (span. die Adler) hieß. Mit 14 stieg er auf das Schlagzeug um, da er ein großer Fan von Charlie Watts war. Seine ersten Bands waren The Sheltons, The Tabbs, Doc Rand, The Wumblies und The Purple Blues, die aber von seinen späteren Bands noch weit abwichen. Bei einem Konzert wurde er von Lita Ford entdeckt und spielte mit ihr einige Konzerte. 1986 kam er zu Ozzy Osbourne, was seine wohl größte Station war. Nach mehreren Pausen war 1995 endgültig Schluss. Seine letzte bekannte Station war die US-amerikanische Kultrockband Mötley Crüe, bei der er ein Jahr lang Tommy Lee ersetzte. Allerdings wurde bei ihm Krebs entdeckt, und er starb, wie schon sein mexikanischer Vater, im Alter von 51 Jahren. Bei seiner Beerdigung gründeten die ehemaligen Guns-N’-Roses-Mitglieder Slash, Duff McKagan, Izzy Stradlin und Matt Sorum ein Projekt, aus dem später die Band Velvet Revolver wurde.

## Diskografie

### Lita Ford
- Dancin’ on the Edge (1984)

### Ozzy Osbourne
- The Ultimate Sin (1986)
- No Rest for the Wicked (1988)
- Just Say Ozzy (1990)
- No More Tears (1991)
- Live & Loud (1993)

### Red Square Black
- Red Square Black „EP“ (1994)

### Mötley Crüe
- New Tattoo (2000)
- Red, White & Crüe (2005)